# درمان با هوای تازه
درمان با هوای تازه (انگلیسی: The Fresh Air Cure) یک فیلم کمدی صامت کوتاه به تهیه‌کنندگی آرتور هاتلینگ است که در سال ۱۹۱۴ منتشر شد. از بازیگران این فیلم می‌توان به بیلی باورز و اولیور هاردی اشاره کرد.